# Dalibor Doder
Dalibor Doder (ur. 24 maja 1979 w Malmö) – szwedzki piłkarz ręczny, reprezentant kraju. Obecnie występuje w Bundeslidze, reprezentuje barwy GWD Minden. Gra na pozycji środkowego rozgrywającego.

## Nagrody indywidualne
- 2011: najlepszy środkowy rozgrywający mistrzostw Świata (Szwecja)